# Terreiro do Paço metróállomás
A Terreiro do Paço metróállomás a lisszaboni metró kék metróvonalán.

## Története
2007. december 19-én nyitották meg, a Santa Apolónia metróállomással egy időben. A Praça do Comércio-n található és a nevét erről a térről kapta.
Az állomás 2008-ban elnyerte a Valmor és a Városi Építészeti Díjat is.

## Jellemzői
Az állomás építészeti terveit Artur Rosa építész, míg a dekorációt João Rodrigues Vieira festőművész készítette. A legújabb lisszaboni metróállomásokhoz hasonlóan ez az állomás is ki tudja szolgálni a mozgássérült utasokat; több lift és mozgólépcső könnyíti meg az aluljáró és a peronok megközelítését.

## Fordítás
Ez a szócikk részben vagy egészben  az   Estação Terreiro do Paço című portugál Wikipédia-szócikk ezen változatának fordításán alapul.  Az eredeti cikk szerkesztőit annak laptörténete sorolja fel. Ez a jelzés csupán a megfogalmazás eredetét és a szerzői jogokat jelzi, nem szolgál a cikkben szereplő információk forrásmegjelöléseként.